# 基翁斯
基翁斯（義大利語：Chions），是意大利弗留利-威尼斯朱利亚大区波代诺内省的一个市镇。总面积33.47平方公里，人口5250人，人口密度156.9人/平方公里（2009年）。ISTAT代码为093013。